# Edmund Weiss

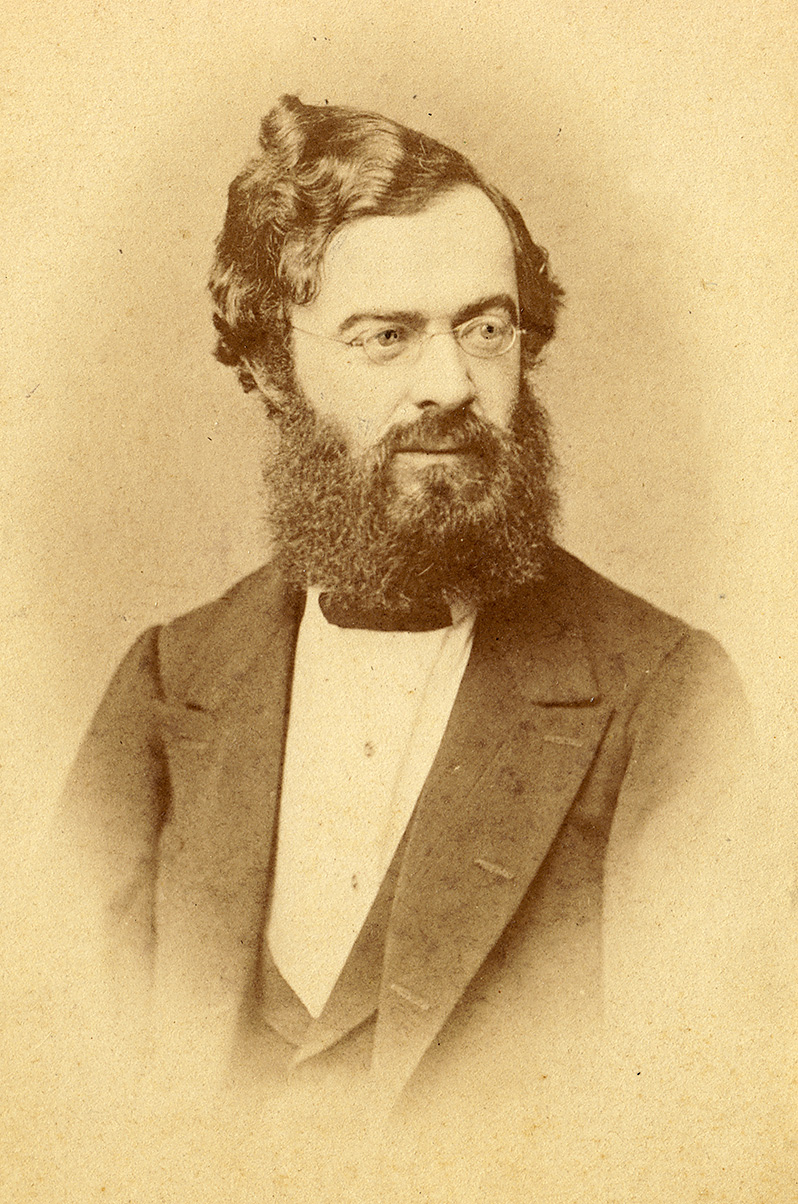
Edmund Weiss

Edmund Weiss (* 26. August 1837 in Freiwaldau, Österreichisch Schlesien; † 21. Juni 1917 in Wien) war ein österreichischer Astronom.

## Leben
Weiss war der Sohn des Arztes Josef Weiss und dessen Ehefrau Josefa, geb. Vielhauer, und Zwillingsbruder von Adolf Gustav Weiss, der später als Professor für Botanik in Prag wirken sollte.
Er verbrachte seine ersten Jahre in England in der Nähe von Richmond, wo sein Vater eine hydrotherapeutische Einrichtung aufgebaut hatte. Kurz vor dem Tod des Vaters kehrte die Familie nach Österreich zurück. Von 1847 bis 1855 besuchte er das Gymnasium in Troppau. Danach studierte er Mathematik, Astronomie und Physik an der Universität Wien und wurde 1860 zum Dr. phil promoviert. Seit 1858 war er Assistent an der Universitätssternwarte Wien, deren Direktor Karl Ludwig von Littrow war. 1869 wurde er Honorarprofessor und 1875 ordentlicher Professor an der Wiener Universität.
In Zusammenhang mit dem Bau einer neuen Sternwarte der Universität außerhalb von Wien reiste Weiss 1872 in die USA mit dem Ziel, sich über Sternwarten und Instrumente dort zu informieren.
Als Littrow noch vor Fertigstellung der neuen Sternwarte 1878 starb, wurde Weiss dessen Nachfolger. Unter seiner Leitung wurden die beiden Hauptinstrumente beschafft und aufgestellt, 1882 der 27-Zoll-Refraktor von Grubb, damals der größte Refraktor der Welt, und der 11¾-Refraktor von Alvan Graham Clark.
Weitere Reisen unternahm Weiss zur Beobachtung von Finsternissen und anderen astronomischen Ereignissen:
- 1861 Griechenland (totale Sonnenfinsternis)
- 1867 Dalmatien (ringförmige Sonnenfinsternis)
- 1868 Aden (totale Sonnenfinsternis)
- 1870 Tunis (totale Sonnenfinsternis)
- 1874 Jassy (Venustransit)

1872 heiratete er Adelinde Fenzl (geb. 1845), mit der er sieben Kinder hatte. Bis zu seiner Emeritierung 1910 blieb er Direktor der Universitätssternwarte. Am 21. Juni 1917 starb er nach langer Krankheit im Alter von 79 Jahren. Er wurde am Döblinger Friedhof bestattet. Das Grab ist bereits aufgelassen.

## Auszeichnungen und Ehrungen
- 1883 wurde er zum Mitglied der Deutschen Akademie der Naturforscher Leopoldina gewählt.[3]
- 1906 Korrespondierendes Mitglied der Académie des sciences[4]
- Ehrendoktorat der Universität Dublin
- Ritterkreuz des Franz-Joseph-Ordens
- Hofratstitel
- Benennung des Mondkraters Weiss (1935)
- Benennung der Edmund-Weiß-Gasse im 18. Wiener Gemeindebezirk Währing (1918; vormals Spöttelgasse, seiner letzten Wohnadresse)

## Schriften
Neben zahlreichen Aufsätzen, die vor allem in den Astronomischen Nachrichten erschienen, veröffentlichte er auch populäre Schriften. Unter anderem gab er Joseph Johann von Littrows Wunder des Himmels neu heraus sowie Bilder-Atlas der Sternenwelt. Eine Astronomie für jedermann (1888). Er war auch seit 1878 Herausgeber von 17 Bänden der Neuen Annalen der Sternwarte zu Wien-Währing.
Weitere Schriften:
- Über die Bahn der Ariadne 43. (1858).
- Über die Bahn des Kometen VIII des Jahres 1858. (1859).
- Über den Zustand der Astronomie beim Beginn der historischen Zeit. (1864)
- Berechnung der Sonnenfinsternisse in den Jahren 1868 bis 1870. (1867).
- Beiträge zur Kenntniss der Sternschnuppen. (1868–1870).
- Discussion der während der totalen Sonnenfinsterniss am 10. August 1868 angestellten Beobachtungen und der daraus folgenden Ergebnisse. (1870).
- Sternkarten vom nördlichen und südlichen Himmel. (1874).
- Beobachtung des Venusdurchganges vom 8. December 1874 in Jassy und Bestimmung der geographischen Länge des Beobachtungsortes. (1875).
- Über sprungweise Änderungen in einzelnen Redactionselemente eines Instrumentes. (1878).
- Über die Bahn der Kometen 1843I und 1880a. (1881).
- Über die Berechnung der Differentialquotienten des wahren Anomalie und des Radius vector nach der Excentricität in stark excentrischen Bahnen. (1881).
- Entwickelungen zum Lagrange’schen Reversionstheorem, und Anwendungen derselben auf die Lösung der Keppler’schen Gleichung. (1885).
- Über die Bestimmung von M bei Olbers Methode der Berechnung einer Kometenbahn, mit besonderer Rücksicht auf den Ausnahmefall. (1886).
- Über die Oberflächenbeschaffenheit der Planeten unseres Sonnensystems. (1891).